# Rombos (canción)
«Rombos» es una canción escrita y compuesta por el músico de Argentina Gustavo Cerati, editado como octava pista en su primer álbum de estudio solista que se tituló Amor amarillo, publicado en 1993.
La canción fue interpretada por Gustavo Cerati, sólo en el tercer y último tramo de la Gira Siempre es hoy (Canciones elegidas 93-04).

## Música
Es una canción de estilo bastante experimental, con una poca incidencia de la letra que es muy corta. Recién casi a los dos minutos de canción, Cerati empieza a cantar, que canta utilizando un efecto similar al de cantar con un megáfono.